# Frederic Orendi
Frederic Orendi, właśc. Friedrich Siegfried Orendi (ur. 12 marca 1930 w Mediaș, zm. 19 lutego 1998 w Uhingen) – rumuński gimnastyk, uczestnik Igrzysk Olimpijskich w 1952 w Helsinkach i Igrzysk Olimpijskich w 1964 w Tokio. Na igrzyskach olimpijskich w Helsinkach zajął 71. miejsce w wieloboju gimnastycznym, natomiast w Tokio był 31. W 1973 został nagrodzony tytułem Mistrza Sportu.